# Телескоп імені Джеймса Клерка Максвелла
Телеско́п і́мені Дже́ймса Клерка Ма́ксвела (англ. James Clerk Maxwell Telescope, JCMT) — субміліметровий телескоп діаметром 15 м, розташований поблизу вершини Мауна-Кея (Гаваї). Один із найбільших субміліметрових телескопів. 

До 28 лютого 2015 року телескопом керував Об'єднаний астрономічний центр, потім його передали до Східноазійської обсерваторії.
Разом із Калтецькою субміліметровою обсерваторією телескоп Максвелла утворили перший субміліметровий інтерферометр.
ТДКМ — найбільший субміліметровий телескоп у світі[джерело?]. Зазвичай його застосовують для вивчення Сонячної системи, міжзоряного пилу та газу й далеких галактик.
Головне дзеркало має стільникову конструкцію й складається з 276 панелей. Параболічна форма дзеркала підтримується системою активної оптики з точністю близько 24 мікрон.  
На Мауна-Кея ТДКМ мав друге за розміром головне дзеркало (найбільше належало до Антенного масиву дуже великої бази)[джерело?].